# コールタウン
コールタウン (Coaltown) は、アメリカ合衆国で生産・調教されたサラブレッドの競走馬、および種牡馬。アメリカ三冠馬サイテーションにケンタッキーダービーで敗れたあとに短距離路線に転向して活躍、翌年は中長距離路線でも活躍した。1983年にアメリカ競馬殿堂に殿堂入りしている。

## 経歴
1945年にカルメットファームで生まれた馬で、首が細長かったことから牧場の従業員からは「グース（ガチョウ）」というあだ名を付けられていた。同牧場で生まれた同期に、後にケンタッキーダービーで対決することになるサイテーション、牝馬路線で活躍を繰り広げたビウィッチがいた。3頭とも父は同じ（ブルリー）で、カルメットファーム所有の元でベン・ジョーンズ調教師に預けられた。
3歳に入ってからデビューを果たし、初戦となったハイアリアパーク競馬場の一般戦で、コースレコードを記録して勝利する華々しいデビューを飾った。以後もクラシックの前哨戦路線で勝ちを重ね、直前の前哨戦ブルーグラスステークスではまたコースレコードを記録して大きな注目を集めた。
クラシック本番のケンタッキーダービーにおいて、コールタウンはサイテーションよりも先行して、最後の直線までは先頭を走った。しかしここで追い込んできたサイテーションに交わされ、結果3馬身半の差をつけられて2着に敗れた。この後、サイテーションはプリークネスステークスとベルモントステークスも制し、史上8頭目のアメリカ三冠馬となった。
ケンタッキーダービーの後、コールタウン・サイテーションの陣営はコールタウンとサイテーションをそれぞれ別の路線に向かわせることにした。サイテーションはそのままクラシック・中長距離路線へ、そしてコールタウンは短距離路線へと向かうことになった。コールタウンはこの年13戦に出走し、ジェロームハンデキャップやフェニックスハンデキャップといった短距離路線の主要競走に優勝、1948年のアメリカ最優秀短距離馬に選ばれた。
1949年の年初、同年も中長距離路線を担当するはずであったサイテーションに骨瘤が見つかり、この年を全休することになってしまった。このため、それに代わってコールタウンが中長距離路線にも出走することになった。ワイドナーハンデキャップなどの大競走勝ちや、5度のレコードタイムでの勝利を含む15戦12勝の競走成績で、同年のアメリカ競馬を大いに席巻した。エドワードバークハンデキャップに出走したときには、コールタウンの強さに他の出走馬が全て回避して、単走になっている。
同年の年末、コールタウンはピムリコスペシャルステークスに出走し、この年の二冠馬であるカポットとのマッチレースを行った。この競走にこそ敗れたが、同年の年度代表馬の表彰をカポットとともに受賞した。
コールタウンは1950年・1951年にも競走馬として走っているが、4歳頃までのような良い成績を収めることは出来なかった。1951年に競走馬を引退、故郷のカルメットファームで種牡馬入りした。

## 引退後
引退後は種牡馬としてカルメットファームに繋養されたが、その繁殖成績は期待に反して芳しくなかった。1955年にマルセル・ブサックへ売却されてフランスに渡ったが、こちらでも結果を残すことはなかった。1965年に同地で死亡した。
1983年、アメリカ競馬名誉の殿堂博物館はその競走成績を称えてコールタウンを殿堂馬として選定した。

## 評価

### 主な勝鞍
- 1948年（3歳） 13戦8勝
  - ブルーグラスステークス、フェニックスハンデキャップ、ジェロームハンデキャップ、スウィフトステークス
  - 2着 - ケンタッキーダービー
- 1949年（4歳） 15戦12勝
  - スターズアンドストライプスステークス、ギャラントフォックスハンデキャップ、ワイドナーハンデキャップ、ガルフストリームパークハンデキャップ、アーリントンハンデキャップ、ワシントンパークハンデキャップ
- 1950年（5歳） 4戦1勝
- 1951年（6歳） 7戦2勝
  - アーサースパークハンデキャップ、チルドレンズホスピタルハンデキャップ

### 年度代表馬
- 1948年 - 最優秀短距離馬
- 1949年 - 年度代表馬、最優秀ハンデキャップ馬

### 表彰
- 1983年 - アメリカ競馬名誉の殿堂博物館に殿堂馬として選定される。
- 1999年 - ブラッド・ホース誌の選ぶ20世紀のアメリカ名馬100選において、第47位に選ばれる。

## エピソード
- コールタウンに関する評価・評論が多数あるなか、ニューヨーク・タイムズはコールタウンに「おそらく20世紀で最も過小評価された馬」という評価を与えている。

## 血統表
| コールタウンの血統（テディ系 / 5代内アウトブリード） | コールタウンの血統（テディ系 / 5代内アウトブリード） | コールタウンの血統（テディ系 / 5代内アウトブリード） | （血統表の出典） | （血統表の出典） |
| 父 Bull Lea 1935 青鹿毛 アメリカ                     | 父の父Bull Dog 1927 黒鹿毛 フランス                  | Teddy                                                | Ajax             | Ajax             |
| 父 Bull Lea 1935 青鹿毛 アメリカ                     | 父の父Bull Dog 1927 黒鹿毛 フランス                  | Teddy                                                | Rondeau          |                  |
| 父 Bull Lea 1935 青鹿毛 アメリカ                     | 父の父Bull Dog 1927 黒鹿毛 フランス                  | Plucky Liege                                         | Spearmint        | Spearmint        |
| 父 Bull Lea 1935 青鹿毛 アメリカ                     | 父の父Bull Dog 1927 黒鹿毛 フランス                  | Plucky Liege                                         | Concertina       |                  |
| 父 Bull Lea 1935 青鹿毛 アメリカ                     | 父の母Rose Leaves 1916 青鹿毛 アメリカ               | Ballot                                               | Voter            | Voter            |
| 父 Bull Lea 1935 青鹿毛 アメリカ                     | 父の母Rose Leaves 1916 青鹿毛 アメリカ               | Ballot                                               | Cerito           |                  |
| 父 Bull Lea 1935 青鹿毛 アメリカ                     | 父の母Rose Leaves 1916 青鹿毛 アメリカ               | Colonial                                             | Trenton          | Trenton          |
| 父 Bull Lea 1935 青鹿毛 アメリカ                     | 父の母Rose Leaves 1916 青鹿毛 アメリカ               | Colonial                                             | Thankful Blossom |                  |
| 母 Easy Lass 1940 黒鹿毛 アメリカ                    | 母の父Blenheim II 1927 鹿毛 イギリス                 | Blandford                                            | Swynford         | Swynford         |
| 母 Easy Lass 1940 黒鹿毛 アメリカ                    | 母の父Blenheim II 1927 鹿毛 イギリス                 | Blandford                                            | Blanche          |                  |
| 母 Easy Lass 1940 黒鹿毛 アメリカ                    | 母の父Blenheim II 1927 鹿毛 イギリス                 | Malva                                                | Charles Omalley  | Charles Omalley  |
| 母 Easy Lass 1940 黒鹿毛 アメリカ                    | 母の父Blenheim II 1927 鹿毛 イギリス                 | Malva                                                | Wild Arum        |                  |
| 母 Easy Lass 1940 黒鹿毛 アメリカ                    | 母の母Slow And Easy 1922 栗毛 アメリカ               | Colin                                                | Commando         | Commando         |
| 母 Easy Lass 1940 黒鹿毛 アメリカ                    | 母の母Slow And Easy 1922 栗毛 アメリカ               | Colin                                                | Pastorella       |                  |
| 母 Easy Lass 1940 黒鹿毛 アメリカ                    | 母の母Slow And Easy 1922 栗毛 アメリカ               | Shyness                                              | His Majesty      | His Majesty      |
| 母 Easy Lass 1940 黒鹿毛 アメリカ                    | 母の母Slow And Easy 1922 栗毛 アメリカ               | Shyness                                              | Mrs. K F-No.7-e  |                  |